# جيمس أوزوالد أندرسون
جيمس أوزوالد أندرسون (بالإسبانية: James Oswald Anderson)‏ (18 مارس 1872 ببوينس آيرس في الأرجنتين - 21 يوليو 1932) هو لاعب كرة قدم أرجنتيني في مركز الهجوم. شارك مع منتخب الأرجنتين لكرة القدم. أما مع النوادي، فقد لعب مع Lomas Athletic Club ‏.